# Zum weißen Schwan (Weimar)

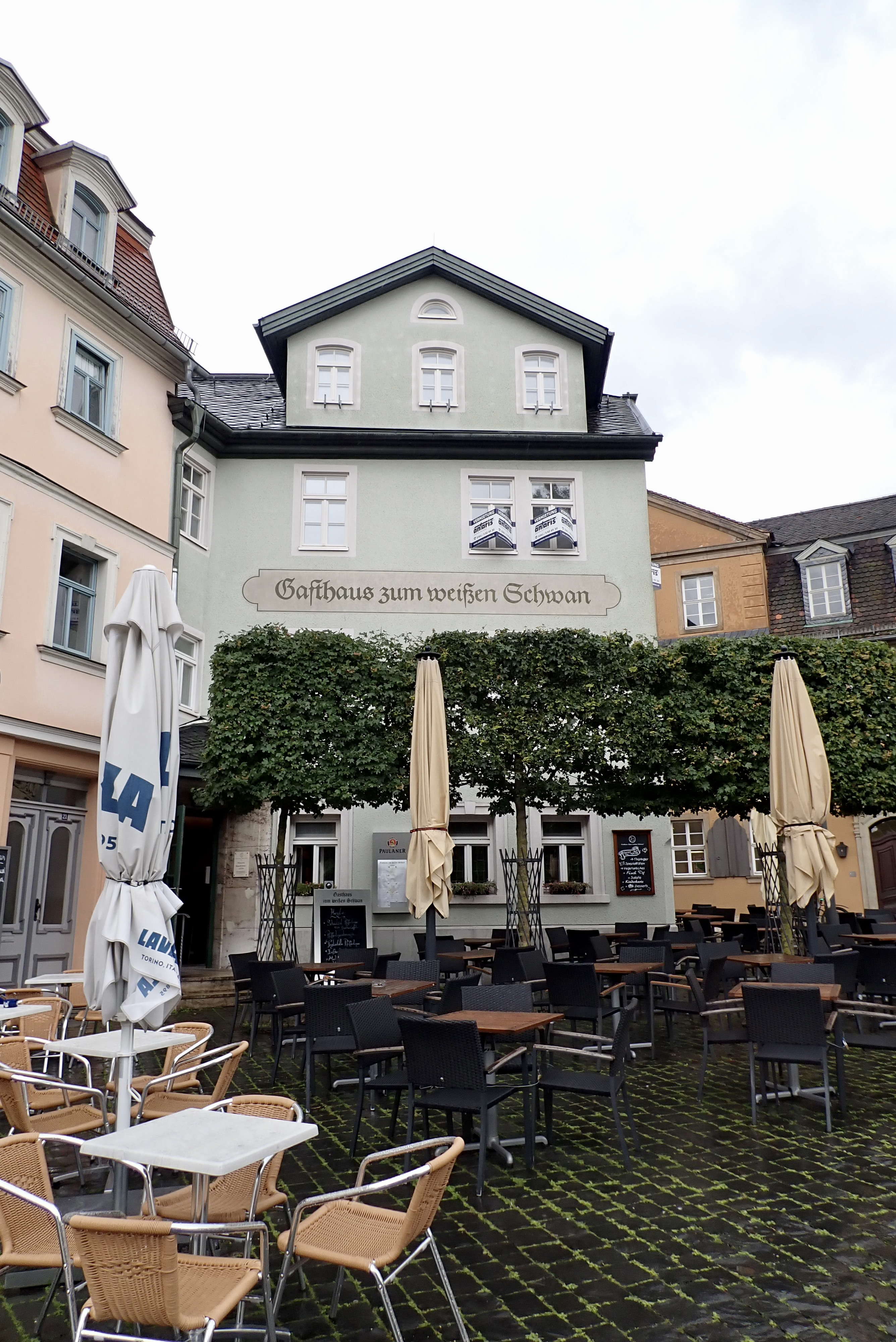
Giebelseite des Gasthauses zum weißen Schwan

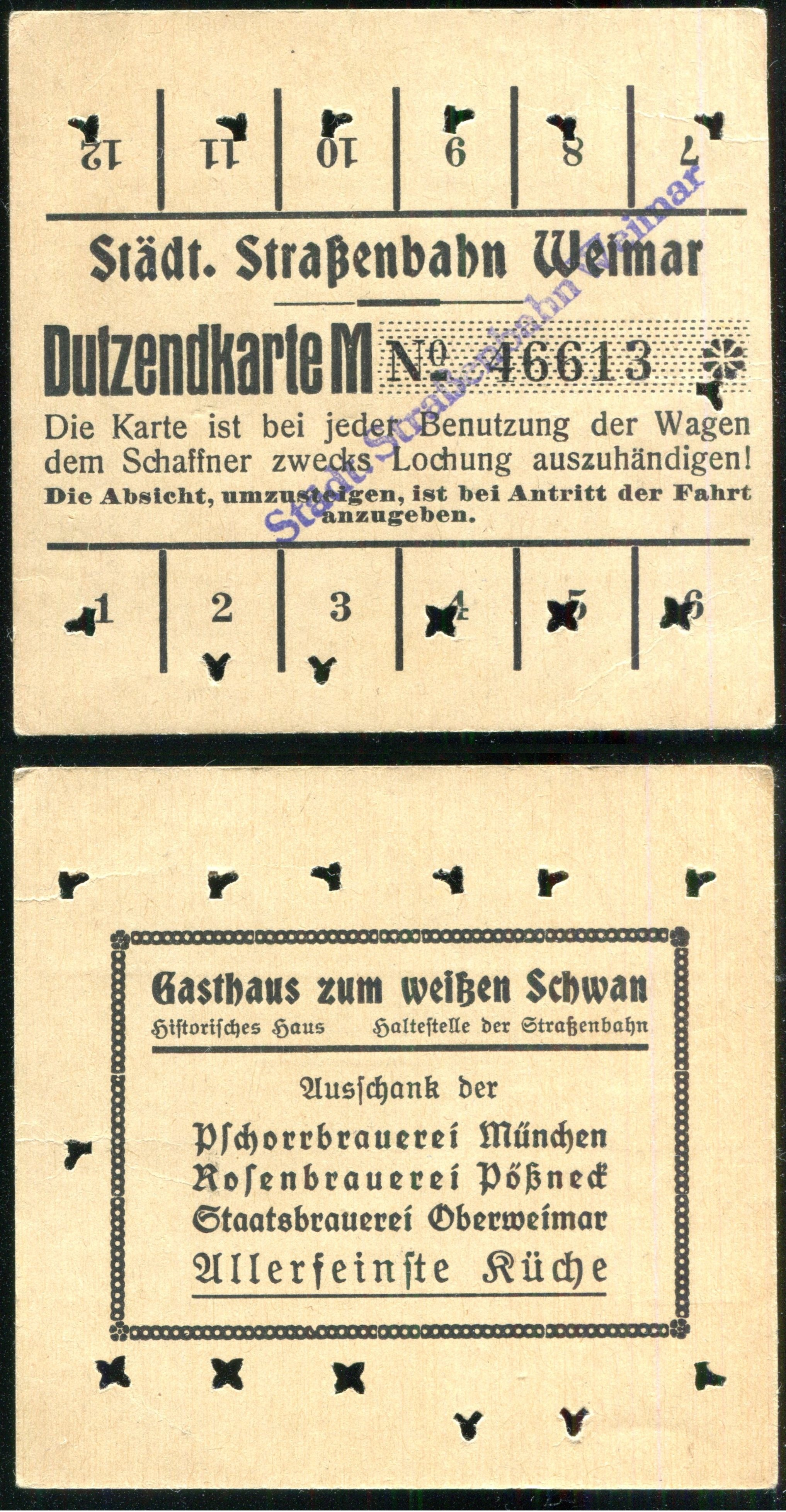
Fahrschein Duzendkarte um 1930 mit Werbung vom Gasthaus zum weißen Schwan

Das Gasthaus zum weißen Schwan ist ein historisches Gasthaus in Weimars Altstadt.
In der Frauentorstraße 23/Ecke Seifengasse gegenüber von Goethes Wohnhaus am Frauenplan befindet sich ein bereits 1569 auf dem Stadtplan erwähntes Haus, welches 1638 als Gasthof „vorm Frauentor“ genannt wurde. Seit 1688 gab es die Erwähnung des Gastwirtes Sebastian John „im weißen Schwan“. Im Jahre 1764 war von einem „vor dem Frauenthore gelegenen Gasthof zum Schwane …“ die Rede. Die Nachbarschaft Goethes bewirkte für diesen Gasthof einen bedeutenden Aufstieg, zumal dieser wiederum dieses Lokal besonders schätzte. Außerdem pflegte Goethe seine Besucher dort einzuquartieren. Goethe hinterließ an Carl Zelter am 18. Februar 1827 die Zeilen: „Der weiße Schwan begrüßt Dich jederzeit mit offenen Flügeln.“ Die Liste namhafter Persönlichkeiten, die Goethes Gäste und zugleich die des weißen Schwans waren, ist lang. Einer davon wohnte von 1787 bis 1789 gleich nebenan. Das war Friedrich Schiller in der Frauentorstraße 21. Auch Johann Peter Eckermann zählte zu den prominenten Gästen des Gasthauses in der Goethezeit.
Das Gebäude steht nicht für sich allein auf der Liste der Kulturdenkmale in Weimar, wohl aber die Frauentorstraße insgesamt.